# Tramlijn Hoogeveen - Nieuw-Amsterdam
De tramlijn Hoogeveen - Nieuw-Amsterdam was een tramlijn in Drenthe van Hoogeveen via Oosterhesselen, Sleen en Erm naar Nieuw-Amsterdam.

## Geschiedenis
De stroomtramlijn is aangelegd op kaapspoor (1067 mm) door de Eerste Drentsche Stoomtramweg-Maatschappij (EDS) en geopend in 1903.
Op 23 oktober 1896 geeft de overheid toestemming voor de aanleg van de tramlijn tussen Hoogeveen en Nieuw-Amsterdam. Na het verkrijgen van alle concessies begint de aanleg op 25 juni 1902. De eerste tram rijdt op 3 augustus 1903 tussen Hoogeveen en Nieuw-Amsterdam. De tram doet er in de eerste jaren ruim 2 uur over.
In de jaren 30 daalt het aantal reizigers door de concurrentie met het wegvervoer. Het personenvervoer op de tramlijn wordt daarom op 15 mei 1934 gestaakt. Wel blijven er nog speciale markttrams rijden en vindt er nog goederenvervoer plaats. In 1942 wordt de tramlijn op last van de Duitse bezetter opgebroken.